# 5622 Percyjulian
5622 Percyjulian è un asteroide della fascia principale. Scoperto nel 1990, presenta un'orbita caratterizzata da un semiasse maggiore pari a 2,8039307 au e da un'eccentricità di 0,1693980, inclinata di 8,09319° rispetto all'eclittica.